# Gare de Sole-Meo
La gare de Sole-Meo est une gare ferroviaire française de la ligne de Bastia à Ajaccio (voie unique à écartement métrique), située sur le territoire de la commune de Bastia, dans le département de la Haute-Corse et la Collectivité territoriale de Corse (CTC).
C'est une halte des Chemins de fer de la Corse (CFC), du « secteur périurbain de Bastia », desservie éventuellement, par des trains « grande ligne ». Arrêt facultatif (AF), il faut signaler sa présence au conducteur pour qu'il y ait un arrêt du train.

## Situation ferroviaire
Établie à 10 mètres d'altitude, la halte de Sole-Meo est située au point kilométrique (PK) ... de la ligne de Bastia à Ajaccio (voie unique à écartement métrique), sur la section du « secteur périurbain de Bastia », entre les haltes de Montesoro (AF) et de Erbajolo (AF).
Elle dispose d'un quai court.

## Service des voyageurs

### Accueil
Halte CFC, c'est un point d'arrêt non géré (PANG) à accès libre. Elle est équipée d'un quai avec un abri. C'est un arrêt facultatif (AF) : le train ne s'arrête que si la demande a été faite au conducteur.

### Dessertes
Erbajolo est desservie (éventuellement : arrêt facultatif (AF) par des trains CFC « grande ligne » de la relation Bastia - Corte. C'est également une halte du « Secteur périurbain de Bastia » desservie par des trains CFC de la relation Bastia - Casamozza.

### Intermodalité
Un escalier permet de rejoindre la N193 et le complexe sportif de Montesoro.